# Тисовська Стефанія
Стефанія Тисовська (Стецьків) (* ?, с. Грушів, Дрогобицький район, Львівська область) — командантка організації «Жіноча Січ» у складі Карпатської Січі.

## Життєпис

Керівниці «Жіночої Січі» Стефанія Тисовська (ліворуч) та Марія Химинець (праворуч)

Народилась у селі Грушів (тепер Дрогобицький район, Львівська область) в родині вчителів Івана і Єфросини Стецьківих. Її брат, Євген Стецьків — відомий медик і громадський діяч української діаспори у США.
1 січня 1939 року очолила головну референтуру жіночих відділів Карпатської Січі або «Жіноча Січ».
19 лютого 1939 виголосила промову з балкону «Січової Гостинниці» з нагоди ІІ краєвого з’їзду Карпатської Січі.
Згодом виїхала до США і проживала у штаті Міннесота. Станом на 2009 рік доглядала хворого брата Євгена Стецьківа, який помер цього ж року. Подальша доля невідома.